# Lumière du meilleur documentaire
Le Lumière du meilleur documentaire est une récompense cinématographique française décernée par l'Académie des Lumières depuis 2016.

## Palmarès

### Années 2010
- 2016 : Le Bouton de nacre de Patricio Guzmán et L'Image manquante de Rithy Panh ex æquo
  - Demain de Cyril Dion et Mélanie Laurent
  - Human de Yann Arthus-Bertrand
  - Sud eau nord déplacer de Antoine Boutet
  - Nous venons en amis de Hubert Sauper

- 2017 : Voyage à travers le cinéma français de Bertrand Tavernier [1]
  - Le Bois dont les rêves sont faits de Claire Simon
  - Dernières Nouvelles du cosmos de Julie Bertuccelli
  - Merci Patron ! de François Ruffin
  - La Sociologue et l'Ourson de Étienne Chaillou et Mathias Théry
  - Swagger de Olivier Babinet

- 2018 : Visages, villages de Agnès Varda et JR [2]
  - Carré 35 de Éric Caravaca
  - Lumière ! L'aventure commence de Thierry Frémaux
  - Makala de Emmanuel Gras
  - Sans adieu de Christophe Agou
  - Le Vénérable W. de Barbet Schroeder

- 2019 : Samouni Road de Stefano Savona [3]
  - Cassandro the Exotico ! de Marie Losier
  - De chaque instant de Nicolas Philibert
  - Nul homme n'est une île de  Dominique Marchais
  - Premières solitudes de Claire Simon

### Années 2020
- 2020 : M de Yolande Zauberman
  - Être vivant et le savoir de Alain Cavalier
  - Lourdes de Thierry Demaizière et Alban Teurlai
  - Ne croyez surtout pas que je hurle de Frank Beauvais
  - 68, mon père et les clous de Samuel Bigiaoui

- 2021 : Un pays qui se tient sage de David Dufresne [4]
  - Adolescentes de Sébastien Lifshitz
  - La Cravate d'Étienne Chaillou et Mathias Théry
  - Kongo d'Hadrien La Vapeur et Corto Vaclav
  - Si c'était de l'amour de Patric Chiha

- 2022 : La Panthère des neiges de Marie Amiguet et Vincent Munier
  - 9 Jours à Raqqa de Xavier de Lauzanne
  - Delphine et Carole, insoumuses de Callisto Mc Nulty
  - Indes galantes de Philippe Béziat
  - Le Kiosque de Alexandra Pianelli

- 2023 : Nous d'Alice Diop
  - Les années super 8 d'Annie Ernaux et David Ernaux-Briot
  - La Combattante de Camille Ponsin
  - H6 de Ye Ye
  - Retour à Reims (Fragments) de Jean-Gabriel Périot

- 2024 : Les Filles d'Olfa de Kaouther Ben Hania
  - Little Girl Blue de Mona Achache
  - Notre corps de Claire Simon
  - La Rivière de Dominique Marchais
  - Sur l'Adamant de Nicolas Philibert

- 2025 : Dahomey de Mati Diop
  - Bye Bye Tibériade de Lina Soualem
  - Madame Hofmann de Sébastien Lifshitz
  - Orlando, ma biographie politique de Paul B. Preciado
  - Voyage à Gaza de Piero Usberti